# Zepina

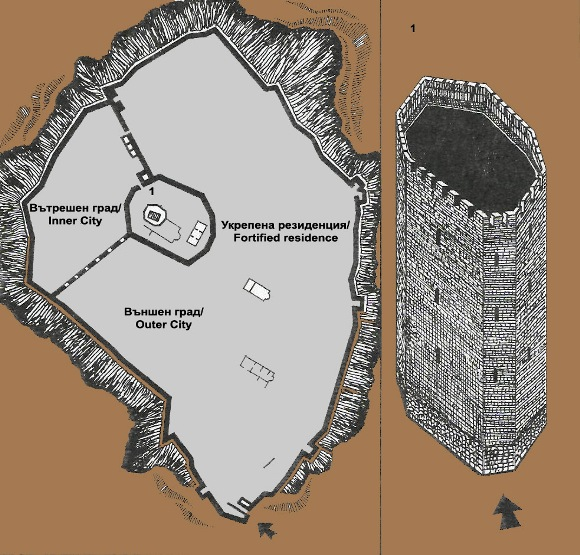
Grundriss der Festung Zepina

Zepina (bulgarisch Цепина) war eine mittelalterliche Festung in Bulgarien, von der lediglich Ruinen übrig geblieben sind.

## Lage
Die Festung Zepina liegt in Südbulgarien, in den Westrhodopen, im Nordostteil des Tschepina-Talkessels (bulg. Чепинска котловина), nördlich des Dorfes Dorkowo (Gemeinde Rakitowo, Oblast Pasardschik), von wo aus eine 6 km lange asphaltierte Straße zur Festung führt. Dieser äußerste Nordwestteil der Westrhodopen wird als Bataschka planina (bulg. Баташка планина) bezeichnet. Zepina liegt 11 km östlich von Welingrad und 23 km südwestlich von Pasardschik. Im Mittelalter war die Festung Zepina die bekannteste Festung in den Rhodopen. Westlich der Festung, in 3 km Entfernung, fließt der Fluss Tschepinska reka (bulg. Чепинска река) – ein rechter Zufluss der Mariza. Hier liegt auch der Bahnhof Zepina der Rhodopenbahn, deren Gleise hier streckenweise im Tal der Tschepinska reka verlaufen. Vom Bahnhof bis zur Festung sind es 3,5 Wegstunden.
Der Berggipfel wird im Osten vom Metoschko-Tal (bulg. Метошко дере) begrenzt, im Westen vom Kostin-Tal (bulg. Костин дол) und im Norden vom Karkarijski-Tal (bulg. Каркарийско дере). Der Berg ist lediglich von Süden zugänglich, wo auch am Fuße der Festung die eigentliche Stadt lag.
Am Fuße der Festung, in 300 m Entfernung, befindet sich heute die Berghütte Zepina, die auch ein bescheidenes Museum beherbergt, in dem Fundstücke von den Grabungsarbeiten gezeigt werden.

## Geschichte
Die Festung liegt auf dem schwer zugänglichen, steilen, kegelförmigen Berg Zepine (1136 m) und ist weitestgehend verfallen. Die Bulgaren eroberten die Festung im 9. Jahrhundert. Dann wurde sie am Ende des Ersten Bulgarenreiches im 11. Jahrhundert vom Byzantinischen Reich erobert, jedoch während der Herrschaft von Zar Kalojan (1197–1207) zurückerobert.
Die Festung Zepina nahm einen wichtigen Platz im bulgarischen und byzantinischen Verteidigungssystem der Westrhodopen ein und war Gegenstand von diplomatischen und militärischen Zusammenstößen zwischen dem Bulgarischen Reich und dem Byzantinischen Reich.
Als Kalojan seinen Neffen Alexius Slaw als Herrscher der Rhodopen einsetzte, wurde die Festung Zepina zu dessen Herrschaftssitz auserwählt, Slaw herrschte von hier aus über die Region Achrida (bulgarisch Ахрида). Nach der Ermordung von Kalojan im Jahre 1207 erklärte sich Alexius Slaw für unabhängig. Er verlegte dann aber 1209 seinen Herrschaftssitz von Zepina nach Melnik – 85 km südwestlich von Zepina.
Von 1246 bis 1254 gehörte Zepina zum Herrschaftsbereich des Kaiserreichs Nikaia unter Johannes III.
Jedoch gelang es Michael II. Assen Zepina zurückzuerobern. Die Bulgaren unterwarfen sich 1254 innerhalb kurzer Zeit ein großes Gebiet und viele Städte entlang des Flusslaufs der Mariza. Sie drangen in die Westrhodopen ein und eroberten nacheinander die Festungen von bei Plowdiw: Festung Stanimake (Festung Assenowgrad bei Assenowgrad), Festung Perstiza (Peruschtiza), Festung Kritschim (Kritschim) und die Festung Zepina. Danach eroberten die Bulgaren die Festungen in den Ostrhodopen: Mneakos (Festung Monjak; bulg. Моняк; bei dem Dorf Schiroko pole), Perperikon, Ustra (am weitesten westlich gelegenen Rhodopenfestung), Efraim, Kriwus (bulg. Кривус) und Patmos (bulg. крепост Патмос). Lediglich Mneakos hielt den Angriffen der Bulgaren stand und konnte nicht von ihnen eingenommen werden.
Danach wurde die Festung 1372 (1373 ?) vom Osmanischen Reich erobert, nachdem sie neun (zwei ?) Monate lang von Daud Pascha belagert wurde. Die Einnahme der Festung gelang erst, nachdem die Wasserversorgung abgeschnitten war. Bald nach der osmanischen Eroberung wurde die Festung von ihren Bewohnern aufgegeben.
In der Festung wurden die Überreste von drei Kirchen gefunden sowie vier tiefe Zisternen. Die Mauern der Festung waren zwei bis drei Meter dick. Bis heute (2009) sind bis zu sechs Meter hohe Teile der Festungsmauer erhalten geblieben. Die Zitadelle von Zepina nimmt eine Fläche von ungefähr 1500 m2 ein. Von der Zitadelle sind bis zu 2,5 m hohe Teil der Mauern erhalten geblieben.
Bei der archäologischen Untersuchung der Gegend wurde festgestellt, dass hier in der frühen Eisenzeit eine thrakische Siedlung existierte. Auch während der Römerzeit und der Spätantike gab es hier eine Siedlung.
Es wurden die Überreste einer dreischiffigen Basilika aus der frühchristlichen Epoche (5. bis 6. Jahrhundert) gefunden. Während des Ersten Bulgarenreichs wurde die Basilika dann zu einer einschiffigen Kirche umgebaut. Es wurde eine größere Anzahl von Wohngebäuden aus der zweiten Hälfte des 1. Jahrtausends n. Chr. entdeckt. Sie hatten eine viereckige Form, bestanden im unteren Teil aus Steinen, die mit Lehm zusammengefügt waren und im oberen Teil aus einer Holzkonstruktion, die mit großen Dachpfannen (Tegula und Imbrex) bedeckt war.
Die Wohngebäude waren größtenteils einstöckig, einige waren untereinander durch Korridore verbunden. Die Häuser wurden direkt aneinander gebaut, ohne Höfe zwischen ihnen, es gab lediglich Durchgänge zwischen den Häusern.
Die Festung bestand im Mittelalter aus zwei Teilen: dem inneren befestigten Stadtteil mit der eigentlichen Festung, sowie der äußeren Vorstadt (Suburbium). Die Vorstadt, die von byzantinischen Chronisten als Polis bezeichnet wurde, lag zu Füßen der Festung. Hier befanden sich die Wohnhäuser der Bevölkerung. Dieser Teil ist mit Ausnahme einer Kirche bisher nicht archäologisch erforscht. Die Grabungen haben sich auf die Festung konzentriert. Gefunden wurde der Verlauf der äußeren Festungsmauer des befestigten Stadtkerns mit einer Länge von 640 Metern und einer Dicke von 1,80 Metern. Sie umschließt eine Fläche von 25.000 m2. Der einzige Eingang befindet sich im südöstlichen Teil. Im Nordostwinkel gab es einen Turm mit einer unregelmäßigen mehreckigen Form. Seine Wände waren mit fünf Stützen verstärkt und aus Bruchstein gefertigt, der mit weißem Mörtel verbunden war, sowie mit verdeckten Holzgerippen aus Längs- und Querstreben. Diese Bauweise ist typisch für das Hochmittelalter.
Münzfunde deuten darauf hin, dass der Turm noch während der Herrschaft des byzantinischen Kaisers Alexios III. (1195 bis 1203) erbaut wurde. Nach der Rekonstruktion des Tumes unter Alexius Slaw war er bis zum 14. Jahrhundert intakt.
Die Fläche im höchsten Teil des Stadtkerns, der natürlich geschützte Teil der Stadt, war von einer 142 m langen Mauer umgeben, die 1,80 m dick war. Diese Mauer umschloss die innere Festungszitadelle, die sich dem Terrain anpasst und eine unregelmäßige, vieleckige Form hat. Diese Mauer war in der gleichen Bauart errichtet worden, wie die äußere Festungsmauer – Bruchstein, der mit Mörtel verbunden wurde. Diese selbständige Festungsanlage, wahrscheinlich ein Feudalsitz, umfasste auch zwei der größten Wasservorratsbecken der Festung. Über einem der Wasserbecken, auf dem eigentlichen Gipfel, erhob sich wahrscheinlich ein vieleckiger Turm. Das Becken war acht Meter hoch, hatte von innen eine rechteckige Form und von außen eine achteckige Form und wurde von einem Bogengewölbe überdacht. Dieser Turm war ein Wohnturm (Donjon) mit Verteidigungsfunktionen, wie es beispielsweise auch der Turm Nebojša Kula in der Festung von Belgrad war oder im Rilakloster.
Die innere Festung war im Südteil mittels einer Quermauer mit der westlichen Festungsmauer der befestigten Stadtkerns verbunden. Die Südmauer der inneren Festung hatte an ihrer Südseite zwei viereckige Türme. Aus dieser Zeit stammen auch die beiden Kirchen und die anderen beiden Wasserzisternen im Südteil der Festung.
Das Schicksal der bulgarischen Bevölkerung dieser Gegend war mehrere Jahrhunderte lang mit dem Schicksal dieser Rhodopenfestung verbunden. Es gibt archäologische und historische Hinweise, dass Zepina ein wichtiges politisches und administratives Zentrum in den Westrhodopen war.
Es wurden die Fundamente einiger Kirchen aus dem 12. bis 13. Jahrhundert gefunden und aus der frühchristlichen Zeit aus dem 5. bis 6. Jahrhundert. In einer der Kirchen wurden zwei marmorne Altarreliefs gefunden, die die Apostel Petrus und Paulus darstellen und heute in der Eremitage in Sankt Petersburg zu sehen ist.
Zepina war ein geistiges und kulturelles Zentrum und spielte eine wichtige Rolle für die Unabhängigkeit der Feudalherren und für die Einheit der Bulgaren in dieser Epoche.
Der Name Zepina ist auch die alte Form des heutigen Namens für diese Region – Tschepino (bulg. Чепино). Einige Forscher halten „Tschepina“ für den ursprünglichen Namen, jedoch hat sich heute der Name „Zepina“ durchgesetzt.
Seit 2012 ist die Festung Namensgeber für die Tsepina Cove, eine Bucht von Robert Island in der Antarktis.

## Historische Quellen und Grabungsgeschichte
Zur Festung Zepina gibt es zahlreiche byzantinische Quellen, die über die bulgarische Geschichte berichten.
Das erste schriftliche Zeugnis von der Festung Zepina stammt aus dem Jahr 1220. Die Festung Zepina wurde in einer Schenkungsurkunde von Alexius Slaw (bulgarisch Сигилий на деспот Алексий Слав) von 1220 an das Kloster Roschen „Sweta Bogorodica Speleotisa“ (bulgarisch Света Богородица Спелеотиса) bei Melnik erwähnt. In der Schenkungsurkunde schreibt Alexius Slaw, dass er seinen Sitz anfangs in Zepina und später in Melnik hatte.
Die ersten archäologischen Grabungen wurden Ende des 19. Jahrhunderts vom russischen Historiker und Sprachforscher P. A. Sirku (Полихроний Агапиевич Сырку; * 30. Juli (11. August) 1855 in Strășeni; † 23. Juni (6. Juli) 1905 in Sankt Petersburg) durchgeführt.
Später forschten zur Festung Zepina unter anderem: Stefan Werkowitsch (bulgarisch Стефан Веркович oder bulgarisch Стефан Верковиќ; * 5. März 1821 in Ugljara in Bosnien-Herzegowina; † 30. Dezember 1893 in Sofia); Christo Popkonstantinow (bulgarisch Христо Попконстантинов; * 24. Dezember 1858 in Petkowo; † 14. Juli 1899 in Sofia) und Dimitar Zontschew (bulgarisch Димитър Цончев; * 10. April 1896 in Rachowzi in der Oblast Gabrowo; † 1962 in Plowdiw).